# Stazione di Kasaoka
La stazione di Kasaoka (笠岡駅?, Kasaoka-eki) è una stazione ferroviaria situata nella città di Kasaoka, nella prefettura di Okayama in Giappone. Si trova sulla linea principale Sanyō.

## Linee e servizi
JR West
■ Linea principale Sanyō

## Caratteristiche
La stazione è dotata di un marciapiede a isola e uno laterale con 3 binari in superficie. La stazione supporta la bigliettazione elettronica ICOCA e sono presenti tornelli automatici di accesso ai binari.
| 1 | ■ Linea principale Sanyō | per Kurashiki, Okayama e Banshū-Akō |
| 2 | ■ Linea principale Sanyō | per Kurashiki, Okayama e Banshū-Akō |
| 3 | ■ Linea principale Sanyō | per Fukuyama, Onomichi e Mihara     |

## Stazioni adiacenti
| «                      | Servizio               | »                      |
| Linea principale Sanyō | Linea principale Sanyō | Linea principale Sanyō |
| ---------------------- | ---------------------- | ---------------------- |
| Satoshō                | Locale                 | Daimon                 |
| Satoshō                | Rapido Sun Liner1      | Capolinea              |
| Shin-Kurashiki         | Rapido Sun Liner2      | Fukuyama               |

- 1: Solo i treni aventi origine da Kasaoka
- 2: Solo i treni aventi origine da Fukuyama